# Nuoto agli VIII Giochi panafricani
Le gare di nuoto agli VIII Giochi panafricani si svolsero ad Abuja, in Nigeria.

## Medagliere
| #      | Nazione    | Oro | Argento | Bronzo | Totale |
| ------ | ---------- | --- | ------- | ------ | ------ |
| 1      | Sudafrica  | 25  | 18      | 8      | 51     |
| 2      | Egitto     | 6   | 11      | 19     | 36     |
| 3      | Tunisia    | 6   | 2       | 5      | 13     |
| 4      | Algeria    | 2   | 4       | 2      | 8      |
| 5      | Seychelles | 0   | 3       | 1      | 4      |
| 6      | Senegal    | 0   | 1       | 3      | 4      |
| 7      | Nigeria    | 0   | 1       | 1      | 2      |
| Totale | Totale     | 40  | 40      | 40     | 120    |

## Podi

### Uomini
| Evento | Oro                                                                    | Prestazione | Argento                                                             | Prestazione | Bronzo                                                            | Prestazione |
| Stile libero |                                                                        |             |                                                                     |             |                                                                   |             |
| 50 m | Salim Iles                                                             |             | Stephan Ackerman                                                    |             | Kurt Müller                                                       |             |
| 100 m | Salim Iles                                                             |             | Stephan Ackerman                                                    |             | Haitham Hazem                                                     |             |
| 200 m | Oussama Mellouli                                                       |             | Stephan Ackerman                                                    |             | Nicholas Wilson                                                   |             |
| 400 m | Oussama Mellouli                                                       |             | Anovar Ben Naceur                                                   |             | Mahrez Mebarek                                                    |             |
| 800 m | Oussama Mellouli                                                       |             | Omar el-Gamal                                                       |             | Khaled Hanafi                                                     |             |
| 1500 m | Oussama Mellouli                                                       |             | Omar el-Gamal                                                       |             | Khaled Hanafi                                                     |             |
| Dorso |                                                                        |             |                                                                     |             |                                                                   |             |
| 50 m | Ahmed Moustafa                                                         |             | Simon Thirsk                                                        |             | Haitham Hazem                                                     |             |
| 100 m | Ahmed Moustafa                                                         |             | Simon Thirsk                                                        |             | Haitham Hazem                                                     |             |
| 200 m | Ahmed Moustafa                                                         |             | Jeff Norton                                                         |             | Simon Thirsk                                                      |             |
| Rana |                                                                        |             |                                                                     |             |                                                                   |             |
| 50 m | Kurt Müller                                                            |             | Sofiane Daid                                                        |             | Malick Fall                                                       |             |
| 100 m | Kurt Müller                                                            |             | Sofiane Daid                                                        |             | Ayman Khattab                                                     |             |
| 200 m | Neil Versfeld                                                          |             | Ayman Khattab                                                       |             | Malick Fall                                                       |             |
| Delfino |                                                                        |             |                                                                     |             |                                                                   |             |
| 50 m | Stephan Ackerman                                                       |             | Haitham Hazem                                                       |             | Kurt Müller                                                       |             |
| 100 m | Haitham Hazem                                                          |             | Stephan Ackermn                                                     |             | Ahmed Salah                                                       |             |
| 200 m | Ahmed Salah                                                            |             | Ahmed el-Abbadi                                                     |             | Anouar Ben Naceur                                                 |             |
| Misti |                                                                        |             |                                                                     |             |                                                                   |             |
| 200 m | Oussama Mellouli                                                       |             | Malick Fall                                                         |             | Neil Versfeld                                                     |             |
| 400 m | Oussama Mellouli                                                       |             | Neil Versfeld                                                       |             | Omar el-Gamal                                                     |             |
| Staffette |                                                                        |             |                                                                     |             |                                                                   |             |
| 4x100 m stile libero | Algeria Slimani Aghiles Nabil Kebbab Mahrez Mebarer Salim Iles         |             | Sudafrica Stephan Ackerman Nicholas Wilson Simon Thirsk Kurt Müller |             | Egitto Mohamed Mamdouh Haitham Hazem Ayman Khattab Ahmed Moustafa |             |
| 4x200 m stile libero | Sudafrica Jeff Norton Charlton Lawson Nicholas Wilson Stephan Ackerman |             | Algeria Slimani Aghiles Sofiane Daid Mahrez Mebarer Salim Iles      |             | Egitto Haitham Hazem Mohamed Mamdouh Ahmed el-Abadi Ahmed Hussein |             |
| 4x100 m misti | Egitto Ahmed Moustafa Ayman Khattab Haitham Hazem Mohamed Mamdouh      |             | Sudafrica Simon Thirsk Kurt Müller Stephan Ackerman Nicholas Wilson |             | Algeria Mahrez Mebarer Sofiane Daid Slimani Aghiles Nabil Kebbab  |             |
| record mondiale; record mondiale stagionale; record africano; record dei Giochi; record nazionale; record personale; record personale stagionale. |                                                                        |             |                                                                     |             |                                                                   |             |

### Donne
| Evento | Oro                                                                             | Prestazione | Argento                                                     | Prestazione | Bronzo                                                      | Prestazione |
| Stile libero |                                                                                 |             |                                                             |             |                                                             |             |
| 50 m | Lauren Roets                                                                    |             | Ngozi Monu                                                  |             | Nadia Chahed                                                |             |
| 100 m | Lauren Roets                                                                    |             | Christine Zwiegers                                          |             | Salma Zeinhoum                                              |             |
| 200 m | Lauren Roets                                                                    |             | Kirsten van Heerden                                         |             | Khadija Ciss                                                |             |
| 400 m | Kirsten van Heerden                                                             |             | Heba Selim                                                  |             | Shrone Austin                                               |             |
| 800 m | Natalie du Toit                                                                 |             | Shrone Austin                                               |             | Heba Selim                                                  |             |
| 1500 m | Velia van Rensburg                                                              |             | Shrone Austin                                               |             | Heba Selim                                                  |             |
| Dorso |                                                                                 |             |                                                             |             |                                                             |             |
| 50 m | Liza-Marie Retief                                                               |             | Romy Altmann                                                |             | Inyengiyikao Obia                                           |             |
| 100 m | Romy Altmann                                                                    |             | Channel van Wyck                                            |             | Sarra Chahed                                                |             |
| 200 m | Romy Altmann                                                                    |             | Liza-Maria Retief                                           |             | Soha Abdallah                                               |             |
| Rana |                                                                                 |             |                                                             |             |                                                             |             |
| 50 m | Ingrid Haiden                                                                   |             | Ziada Jardine                                               |             | Selma Zeinhoum                                              |             |
| 100 m | Ingrid Haiden                                                                   |             | Selma Zeinhoum                                              |             | Ziada Jardine                                               |             |
| 200 m | Ingrid Haiden                                                                   |             | Selma Zeinhoum                                              |             | Ziada Jardine                                               |             |
| Delfino |                                                                                 |             |                                                             |             |                                                             |             |
| 50 m | Liza-Marie Retief                                                               |             | Lauren Sparg                                                |             | May Raafat                                                  |             |
| 100 m | Liza-Marie Retief                                                               |             | Lauren Sparg                                                |             | May Raafat                                                  |             |
| 200 m | Liza-Marie Retief                                                               |             | Jo-Anne Bergman                                             |             | May Raafat                                                  |             |
| Misti |                                                                                 |             |                                                             |             |                                                             |             |
| 200 m | Liza-Marie Retief                                                               |             | Selma Zeinhoum                                              |             | Bianca Meyer                                                |             |
| 400 m | Bianca Meyer                                                                    |             | Shrone Austin                                               |             | Kirsten van Heerden                                         |             |
| Staffette |                                                                                 |             |                                                             |             |                                                             |             |
| 4x100 m stile libero | Sudafrica Lauren Roets Christine Zwiegers Liza-Marie Retief Kirsten van Heerden |             | Tunisia Yasmine Assal Nadia Chahed Sarra Chahed Rym Bajaoui |             | Egitto Selma Zeinhoum May Raafat Soha Abdallah Heba Yehia   |             |
| 4x200 m stile libero | Sudafrica Bianca Meyer Lauren Roets Kirsten van Heerden Christine Zwiegers      |             | Egitto Soha Abdallah Heba Selim Heba Yehia Selma Zeinhoum   |             | Tunisia Sarra Chahed Yasmine Assal Nadia Chahed Rym Bajaoui |             |
| 4x100 m misti | Sudafrica Romy Altmann Ingrid Haiden Liza-Marie Retief Lauren Roets             |             | Egitto Soha Abdallah Selma Zeinhoum May Raafat Heba Yehia   |             | Tunisia Sarra Chahed Rym Bajaoui Mariem Meddeb Nadia Chahed |             |
| record mondiale; record mondiale stagionale; record africano; record dei Giochi; record nazionale; record personale; record personale stagionale. |                                                                                 |             |                                                             |             |                                                             |             |